# Hidemaro Watanabe
Hidemaro Watanabe (24 septembrie 1924 - 12 octombrie 2011) a fost un fotbalist japonez.

## Statistici
| Japonia | Japonia | Japonia |
| An      | Meciuri | Goluri  |
| ------- | ------- | ------- |
| 1954    | 2       | 0       |
| Total   | 2       | 0       |